# Daniel Balavoine - 30ème anniversaire
Albums de Daniel Balavoine
Les 50 plus belles chansons
(2008) Daniel Balavoine : L'Album de Sa Vie
(2021)
Daniel Balavoine : 30e anniversaire est un album de compilation de Daniel Balavoine, sorti en décembre 2015.
Sorti en vue du trentième anniversaire de la disparition du chanteur, cet album regroupe en box set deux disque compacts : le premier est une compilation regroupant dix-huit de ses titres les plus emblématiques de sa carrière et le second comporte des morceaux rares du chanteur, dont le single Le jour s'est levé, avec le groupe Présence où il fut chanteur et des maquettes inédites pour des chansons écrites pour Catherine Ferry. Un disque promotionnel contenant trois titres inédits de la compilation est également édité.
Il contient un DVD de plus de deux heures contenant des extraits des passages télévisées de Balavoine, entre 1977 et 1986, dont deux interviews, et trois clips.

## Sortie et accueil
L'album sort le 11 décembre 2015 en France et entre directement à la 92e place du Top Albums, avant de progresser rapidement et d'atteindre la 10e place la semaine du trentième anniversaire de la disparition du chanteur, avec 7 000 exemplaires vendus en cinq semaines. Il atteint la 6e place en Belgique et la 26e place en Suisse.
L'album s'est vendu à 41 500 exemplaires en France.

## Liste des titres

### Disque compact
| 1.  | Lady Marlène (Extrait de l'album Les Aventures de Simon et Gunther..., 1977)                  | Daniel Balavoine             | 4:50 |
| 2.  | S.O.S. d'un terrien en détresse (Extrait de la comédie musicale Starmania, 1978)              | Luc Plamondon, Michel Berger | 3:20 |
| 3.  | Le Chanteur (Extrait de l'album Le Chanteur, 1978)                                            | Daniel Balavoine             | 3:53 |
| 4.  | Lucie (Extrait de l'album Le Chanteur, 1978)                                                  | Daniel Balavoine             | 5:22 |
| 5.  | Me laisse pas m'en aller (Extrait de l'album Face amour / Face amère, 1979)                   | Daniel Balavoine             | 3:33 |
| 6.  | Mon fils ma bataille (Extrait de l'album Un Autre Monde, 1980)                                | Daniel Balavoine             | 4:09 |
| 7.  | Lipstick Polychrome (Extrait de l'album Un Autre Monde, 1980)                                 | Daniel Balavoine             | 4:29 |
| 8.  | Je ne suis pas un héros (Extrait de l'album Un Autre Monde, 1980)                             | Daniel Balavoine             | 5:14 |
| 9.  | La vie ne m'apprend rien (Extrait de l'album Un Autre Monde, 1980)                            | Daniel Balavoine             | 4:16 |
| 10. | Quand on arrive en ville (Extrait de Starmania, version de l'album Balavoine sur scène, 1981) | Luc Plamondon, Michel Berger | 3:30 |
| 11. | Vivre ou survivre (Extrait de l'album Vendeurs de larmes, 1982)                               | Daniel Balavoine             | 3:33 |
| 12. | Pour la femme veuve qui s'éveille (Extrait de l'album Loin des yeux de l'Occident, 1983)      | Daniel Balavoine             | 5:33 |
| 13. | Dieu que c'est beau (Sorti uniquement en single, 1984)                                        | Daniel Balavoine             | 4:03 |
| 14. | Vendeurs de larmes (Extrait de l'album Vendeurs de larmes, 1982)                              | Daniel Balavoine             | 4:42 |
| 15. | Aimer est plus fort que d'être aimé (Extrait de l'album Sauver l'amour, 1985)                 | Daniel Balavoine             | 4:08 |
| 16. | L'Aziza (Extrait de l'album Sauver l'amour, 1985)                                             | Daniel Balavoine             | 4:20 |
| 17. | Tous les cris les S.O.S. (Extrait de l'album Sauver l'amour, 1985)                            | Daniel Balavoine             | 5:05 |
| 18. | Sauver l'amour (Extrait de l'album Sauver l'amour, 1985)                                      | Daniel Balavoine             | 4:22 |

| 1.  | Le jour s'est levé (Single sorti en 1971, interprété avec le groupe Présence)                                            | Daniel Balavoine, Daniel Darras                         | 3:58 |
| 2.  | La Lumière et la folie (Single face B de Le Jour s'est levé en 1971, interprété avec le groupe Présence)                 | Daniel Balavoine, Daniel Darras                         | 3:59 |
| 3.  | Viens vite (Single sorti en 1973)                                                                                        | Daniel Balavoine                                        | 4:06 |
| 4.  | Lire un livre (Single sorti en 1973, face B de Viens vite)                                                               | Daniel Balavoine                                        | 2:56 |
| 5.  | La Confiture (Chanson de 1973, paru sur la réédition du single de Viens vite en 1986)                                    | Daniel Balavoine                                        | 2:38 |
| 6.  | Tout va bien (Chanson de 1973, paru sur la compilation Les 7 Premières Compositions De Daniel Balavoine en 1986)         | Daniel Balavoine                                        | 3:01 |
| 7.  | Même sans tes fleurs (Chanson de 1973, paru sur la compilation Les 7 Premières Compositions De Daniel Balavoine en 1986) | Daniel Balavoine                                        | 4:19 |
| 8.  | Sally (Single sorti en 1976, interprété avec le groupe Mélodie S.A.)                                                     | Daniel Balavoine, Bernard Balavoine                     | 3:03 |
| 9.  | Autrefois (Single face B de Sally sorti en 1976, interprété avec le groupe Mélodie S.A.)                                 | Daniel Balavoine, Bernard Balavoine                     | 2:39 |
| 10. | Petit homme sur le pont (Maquette inédite pour Catherine Ferry enregistrée en 1984)                                      | Bernard Balavoine                                       | 5:04 |
| 11. | Ça sert à quoi ? (Maquette inédite pour Catherine Ferry enregistrée en 1984)                                             | Daniel Balavoine, Patrick Dulphy                        | 3:18 |
| 12. | Grandis pas (Maquette inédite pour Catherine Ferry enregistrée en 1983)                                                  | Linda Lecomte, Daniel Balavoine                         | 2:52 |
| 13. | Alors... Heureux ? (B.O. d'Alors... Heureux ?)                                                                           | Pierre Jolivet, Daniel Balavoine                        | 3:10 |
| 14. | Lâchez mes cassettes (Extrait de la comédie musicale Abbacadabra, duo avec Marie-France Roussel)                         | Alain et Daniel Boublil, Benny Andersson, Bjorn Ulvaeus | 3:48 |
| 15. | Belle (Extrait de la comédie musicale Abbacadabra, duo avec Frida et la Chorale des Enfants d'Asnières)                  | Alain et Daniel Boublil, Benny Andersson, Bjorn Ulvaeus | 3:13 |
| 16. | La Minute de silence (Duo avec Michel Berger, version live TV)                                                           | Michel Berger                                           | 3:08 |

### DVD
| 1.  | Les Aventures de Simon et Gunther Stein (extrait de l'émission en direct du Festival de Cannes du 20 mai 1977) |  |
| 2.  | Daniel Balavoine parle du mur de Berlin (extrait de l'émission en direct du Festival de Cannes du 20 mai 1977) |  |
| 3.  | Lady Marlène (extrait de l'émission Music and Musique du 29 mai 1977)                                          |  |
| 4.  | Quand on arrive en ville (extrait de l'émission Avec... Starmania du 11 décembre 1978)                         |  |
| 5.  | Lucie (extrait de l'émission Les Rendez-vous du dimanche du 27 mai 1979)                                       |  |
| 6.  | Face amour, face amère (extrait de l'émission Oiseaux de Nuit du 22 septembre 1979)                            |  |
| 7.  | Me laisse pas m'en aller (extrait de l'émission Music-hall à Prévins du 26 juillet 1979)                       |  |
| 8.  | Mon fils ma bataille (extrait de l'émission Numéro un à Michel Berger du 15 novembre 1980)                     |  |
| 9.  | Lipstick Polychrome (extrait de l'émission Tout nouveau tout beau du 11 avril 1981)                            |  |
| 10. | Je ne suis pas un héros (extrait de l'émission Les Nouveaux rendez-vous du 18 octobre 1981)                    |  |
| 11. | La vie ne m'apprend rien (extrait de l'émission Champs-Élysées du 23 janvier 1982)                             |  |
| 12. | Vivre ou survivre (extrait de l'émission Formule Un du 21 mai 1982)                                            |  |
| 13. | Viens danser (extrait de l'émission L'Écho des bananes du 23 janvier 1983)                                     |  |
| 14. | Pour la femme veuve qui s’éveille (extrait de l'émission Champs-Élysées du 5 novembre 1983)                    |  |
| 15. | Le Chanteur en état de marche (portrait) (extrait de l'émission Les Enfants du rock du 15 septembre 1984)      |  |
| 16. | Le Chanteur (live à Dijon 1984) (extrait de l'émission Les Enfants du rock du 15 septembre 1984)               |  |
| 17. | Tous les cris les S.O.S. (extrait de l'émission Demain c'est dimanche du 19 octobre 1985)                      |  |
| 18. | L'Aziza (extrait de l'émission Succès made in France du 4 janvier 1986)                                        |  |
| 19. | Vendeurs de larmes (extrait de l'émission hommage À fleur de cœur du 5 juillet 1986 )                          |  |
| 20. | Pour la femme veuve qui s’éveille (clip réalisé par Jean-Pierre Berckmans, 1983)                               |  |
| 21. | Sauver l'amour (clip réalisé par Éric Duret, 1986)                                                             |  |
| 22. | L'Aziza (clip réalisé par Olivier Chavarot, 1985)                                                              |  |

## Classements
| Classement (2016)                            | Meilleure place |
| -------------------------------------------- | --------------- |
| Belgique (Wallonie Ultratop)                 | 6               |
| France (SNEP)                                | 10              |
| Suisse (Schweizer Hitparade)                 | 26              |
| Suisse (Schweizer Hitparade) Top 50 Romandie | 7               |

| Classement (2016)            | Meilleure place |
| ---------------------------- | --------------- |
| France (SNEP)                | 117             |
| Belgique (Wallonie Ultratop) | 49              |